# Sansepolcro
Sansepolcro je italská obec v provincii Arezzo v oblasti Toskánska, sídlo spojené římskokatolické diecéze Arezzo–Cortona–Sansepolcro. Leží v druhém nejvyšším pásmu seismických otřesů. V roce 2019 zde žilo 15 770 obyvatel.

## Sousední obce
Anghiari, Badia Tedalda, Borgo Pace (PU), Citerna (PG), Città di Castello (PG), Pieve Santo Stefano, San Giustino (PG)

## Vývoj počtu obyvatel
Zdroj: 

## Historie

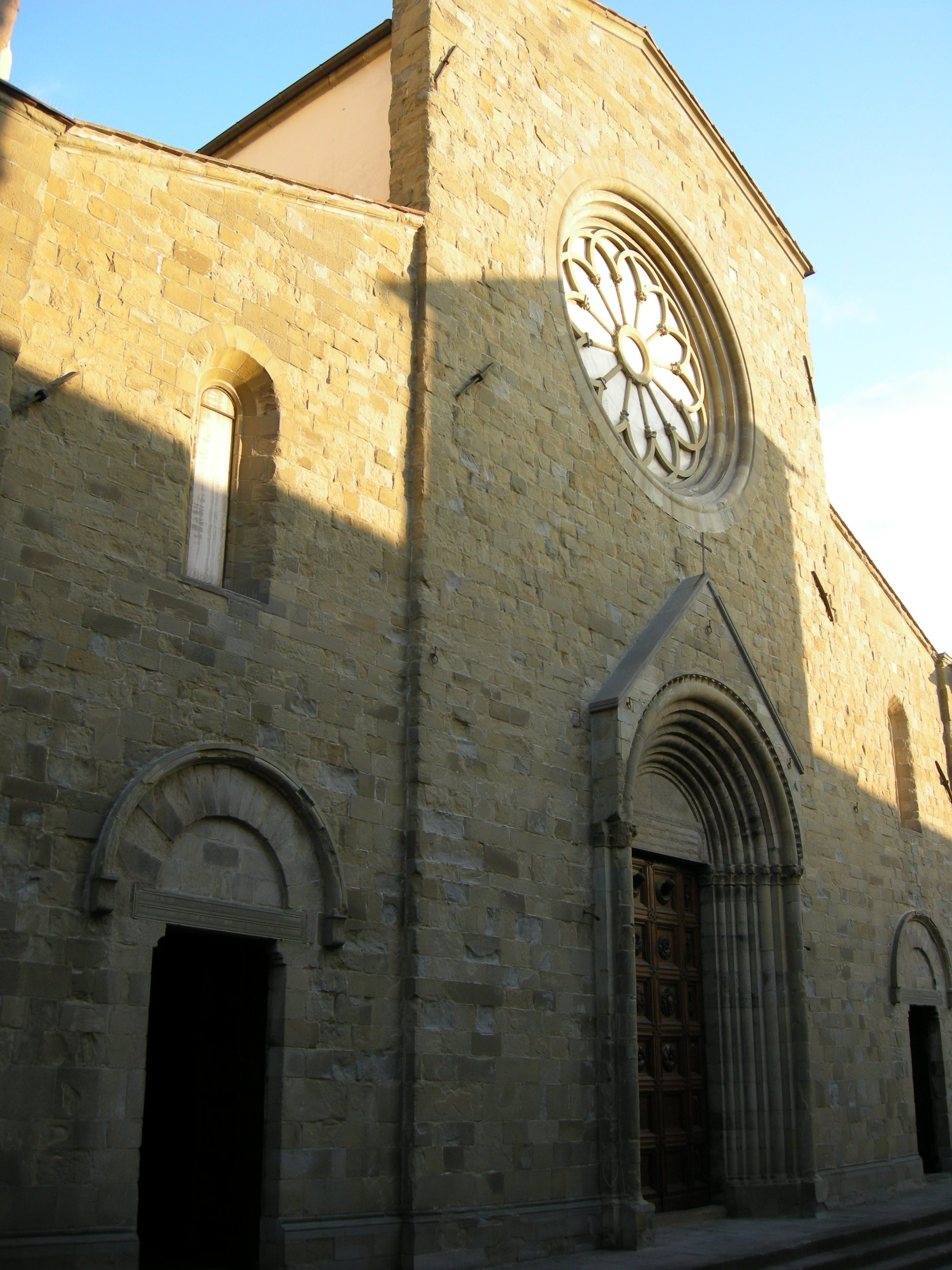
Dóm

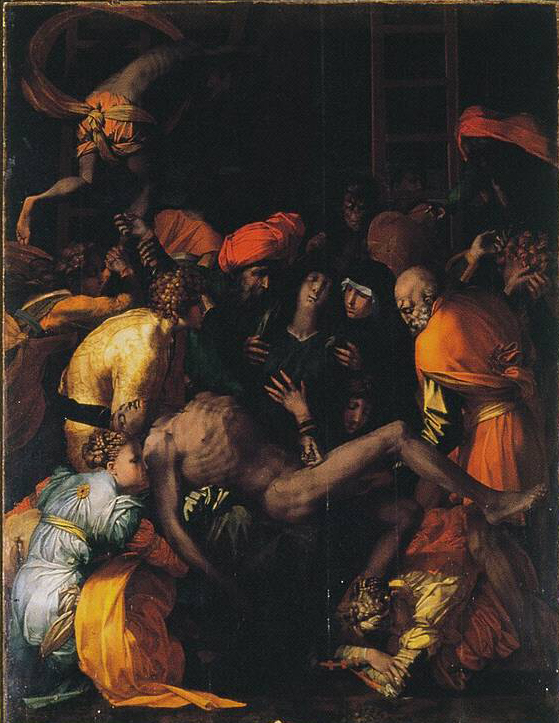
Rosso Fiorentino: Ukládání Krista do hrobu (1528), oltářní obraz z kostela San Lorenzo

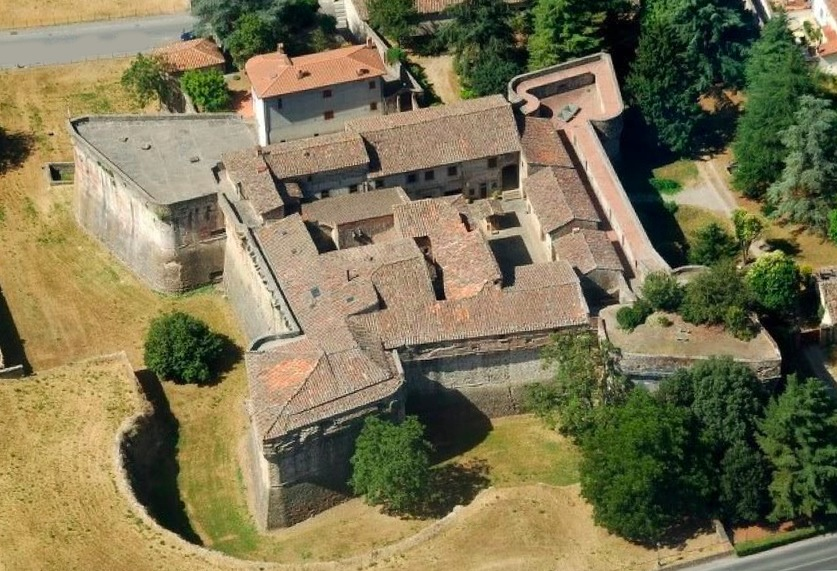
Pevnost

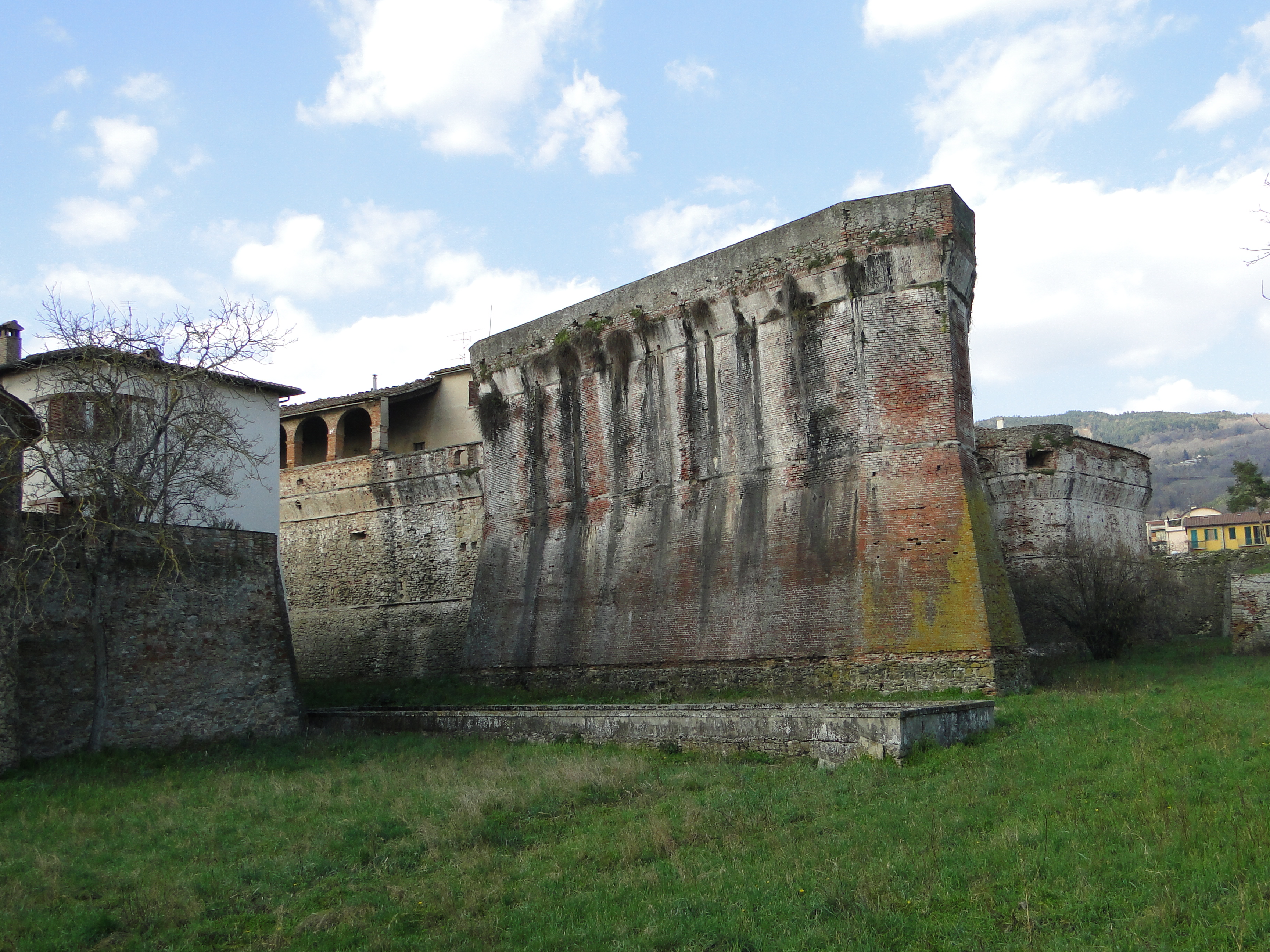
Hradební zdi

Archeologické nálezy z úrodného kraje na řece Tibeře pocházejí již ze 7. století před naším letopočtem, významný soubor antického dutého skla je vystavevn ve zdejším muzeu. První středověkým sídlem na tomto místě bylo opatství Božího hrobu, zvané Abbazia di San Sepolcro, které podle tradice koncem 10. století založili Ercolo a Egidio, dva poutníci vrátivší se ze Svaté země. Proto klášter nazvali opatstvím Božího hrobu. Podle něj se také klášterní ves začala nazývat Borgo di San Sepolcro (latinsky Biturgia). Teprve po zrušení kláštera v nové době bylo Borgo z názvu vypuštěno a sousloví spojeno do jednoslovného názvu.
První písemný doklad o existenci kláštera s titulem Božího hrobu a čtyř evangelistů pochází z roku 1012. Malatestové dali sídlo ve 14. století opevnit a stáli v bojích mezi italskými městy na straně Florencie. Pod vládou Medicejských zde byla kolem roku 1502 vybudována větší pevnost s hradebními zdmi a branami, autorem projektu byl Giuliano da Sangallo. Obyvatelé bojovali na straně papeže, který za to roku 1520 povýšil chrám sv. Jana evangelisty na katedrálu a město na sídlo diecéze, jímž je dosud. V poslední čtvrtině 17. století přišli do města jezuité a zřídili zde školu a kněžský seminář.

## Památky
- Konkatedrála a bazilika sv, Jana Evangelisty, postaven v letech 1012-1049 jako součást benediktinského opatství, které ve 12. století převzali kamaldulové, ve 14. století zčásti přestaven, oltářní obraz Nanebevstoupení Páně namaloval Pietro Perugino
- Chiesa di San Lorenzo (kostel sv. Vabvřince) – renesanční kostel, dostavěný roku 1556, oltářní obraz Ukládání Krista do hrobu namaloval Rosso Fiorentino (1528)
- Chiesa di San Francesco Saverio (Kostel sv. Františka Xaverského) s jezuitským seminářem (1680–1690), nyní multifunkční kulturní zařízení
- Kostel sv. Jana Křtitele a sv. Afry – románská stavba zaznamenaná k roku 1126 jako součást opatství benediktinů, později patřil františkánům-bernardinům. Nyní slouží jako muzeum antického skla.[2]
- Fortezza (pevnost)
- Medicejské hradby a městské brány

## Muzea
- Museo civico - městské muzeum a galerie, vystavuje díla Pierra della Francescy a dalších toskánských malířů
- Museo della Resistenza – muzeum bojovníků proti fašismu
- Aboca-museo – muzeum léčivých bylin, zahrada a obchod

## Osobnosti
- Piero della Francesca –malíř a geometr
- Matteo di Giovanni – malíř
- Luca Pacioli – matematik a františkánský mnich
- Raffaellino del Colle – (1490/95-1566), malíř, narodil se zde i zemřel